# Franco Di Ciaula
Franco Di Ciaula (Modugno, 9 gennaio 1895 – Bari, 23 maggio 1963) è stato un regista teatrale e regista italiano, autore cinematografico e sindacalista.
Si dedicò con passione al mondo cinematografico, interessandosi, fra i primi in Italia, alle pellicole a colori. Fondò la Compagnia per il doppiaggio cinematografico. Nella sua attività di regista e autore cinematografico, ebbe modo di stringere una forte amicizia e collaborazione professionale con il concittadino Francesco Casavola, musicista e compositore il quale si era dedicato alla composizione di colonne sonore per diversi film e documentari.
Nel 1934 fu nominato delegato ufficiale del Governo d'Italia per il Teatro al Festival Internazionale di Mosca. Collaborò con il Ministero del turismo e dello spettacolo, facendo parte del comitato di esperti.
Fu attivo anche nell'ambito sindacale ricoprendo cariche di prestigio a livello provinciale e nella capitale.